# Alexander Karpinsky
Alexandre Petrovitch Karpinsky (em cirílico: Александр Петрович Карпинский; 7 de janeiro de 1846 — 15 de julho de 1936) foi um geólogo e mineralogista russo.
Foi laureado com a medalha Wollaston de 1916, concedida pela Sociedade Geológica de Londres.
O mineral karpinskyita e a cratera Karpinsky sobre a superfície da Lua foram nomeados em sua honra.